# Comitato di Krassó-Szörény
Il comitato di Krassó-Szörény (in ungherese Krassó-Szörény vármegye, in romeno Comitatul Caraș-Severin, in latino Comitatus Crassoviensis et Severinensis) è stato un antico comitato del Regno d'Ungheria, situato nell'attuale Romania occidentale. Capoluogo del comitato era la città di Lugos, oggi nota col nome romeno di Lugoj.
Il comitato di Krassó-Szörény confinava col Regno di Romania e col Regno di Serbia nonché con gli altri comitati di Temes, Arad e Hunyad. Era delimitato a nord dal fiume Maros/Mureș, ad est dalla catena dei Carpazi e a sud dal Danubio; geograficamente era a cavallo tra Banato e Transilvania.

## Storia
Il comitato venne formato nel 1881 a seguito della fusione dei comitati di Krassó e Szörény e rimase ungherese finché il Trattato del Trianon (1920) non lo assegnò alla Romania.
Il territorio dell'antico comitato appartiene oggi a vari distretti romeni: la parte settentrionale al distretto di Timiș (eccetto una frangia che fa parte del distretto di Arad) e la parte centro-meridionale al distretto di Caraș-Severin (eccetto la città di Orșova che si trova nel distretto di Mehedinți).